# Луцій Фурій Медуллін (військовий трибун з консульською владою 432 року до н. е.)
Лу́цій Фу́рій Медуллі́н (лат. Lucius Furius Medullinus; V століття до н. е.) — політичний і військовий діяч Римської республіки; триразовий військовий трибун з консульською владою (консулярний трибун) 432, 425 і 420 років до н. е.

## Біографічні відомості
Походив з патриціанського роду Фуріїв, його гілки Медуллінів. Про батьків, молоді роки Луція Фурія відомості не збереглися.

### Перша трибунська каденція
432 року до н. е. його було вперше обрано військовим трибуном з консульською владою разом з Луцієм Пінарієм Мамерціном і Спурієм Постумієм Альбом Регілленом. Упродовж цієї каденції військових дій не відбулося. Можливо було прийнято перший закон проти зловживань на виборах. 

### Друга трибунська каденція
425 року до н. е. його було вдруге обрано військовим трибуном з консульською владою, цього разу разом з Авлом Семпронієм Атратіном, Луцієм Квінкцієм Цинціннатом і Луцієм Горацієм Барбатом. На цій посаді воював проти міста Вейї і еквів. За підсумками війни було укладено мир з Вейями на 20 років, а з еквами — на 3 роки.

### Третя трибунська каденція
У 420 році до н. е. Луція Фурія втретє було обрано військовим трибуном з консульською владою знову разом з Авлом Семпронієм Атратіном, Луцієм Квінкцієм Цинціннатом і, також, Марком Манлієм Вульсоном. На цій посаді разом із колегами проводив політику на користь патриціїв, виключно серед яких того року були обрані квестори, чим ці трибуни викликали ненависть з боку плебеїв. 
Подальша доля Луція Фурія Медулліна невідома. 